# Теренка
Теренка — река в России, протекает по Ярославской области. Длина реки — 16 км, площадь водосборного бассейна — 69,4 км².
Исток реки находится на восточной окраине посёлка Новый Некоуз. Река течёт в юго-восточном направлении через деревни Голенищево, Елгузово, Горохово, Введенское, Семенцово, Глинки. Напротив деревни Глинки впадает правый приток — Малая Теренка. Далее следуют деревни Ивановская и Мартьяниха. Устье реки находится в 40 км по левому берегу реки Сутка.
Малая Теренка — правый приток. Начинается в мелиоративных каналах урочища Мох, течёт на восток через деревни Спирдово, Брагино, Марганово, Шабальцево.

## Данные водного реестра
По данным государственного водного реестра России относится к Верхневолжскому бассейновому округу, водохозяйственный участок реки — Волга от Угличского гидроузла до начала Рыбинского водохранилища, речной подбассейн реки — бассейны притоков (Верхней) Волги до Рыбинского водохранилища. Речной бассейн реки — (Верхняя) Волга до Куйбышевского водохранилища (без бассейна Оки).
Код объекта в государственном водном реестре — 08010100912110000004710.